# Saint-Martin-de-Fugères
Saint-Martin-de-Fugères ist eine französische Gemeinde mit 228 Einwohnern (Stand: 1. Januar 2022) im Département Haute-Loire in der Region Auvergne-Rhône-Alpes; sie gehört zum Arrondissement Le Puy-en-Velay und zum Kanton Mézenc.

## Geographie
Saint-Martin-de-Fugères liegt etwa 15 Kilometer südsüdöstlich von Le Puy-en-Velay.

### Nachbargemeinden
Umgeben wird Saint-Martin-de-Fugères von den Nachbargemeinden Chadron im Norden, Le Monastier-sur-Gazeille im Osten und Nordosten, Alleyrac im Osten und Südosten, Salettes im Süden, Goudet im Westen und Südwesten sowie Le Brignon im Westen und Nordwesten.

## Bevölkerungsentwicklung
| Jahr                       | 1962 | 1968 | 1975 | 1982 | 1990 | 1999 | 2006 | 2017 |
| Einwohner                  | 526  | 512  | 422  | 363  | 266  | 245  | 243  | 219  |
| Quellen: Cassini und INSEE |      |      |      |      |      |      |      |      |

## Sehenswürdigkeiten

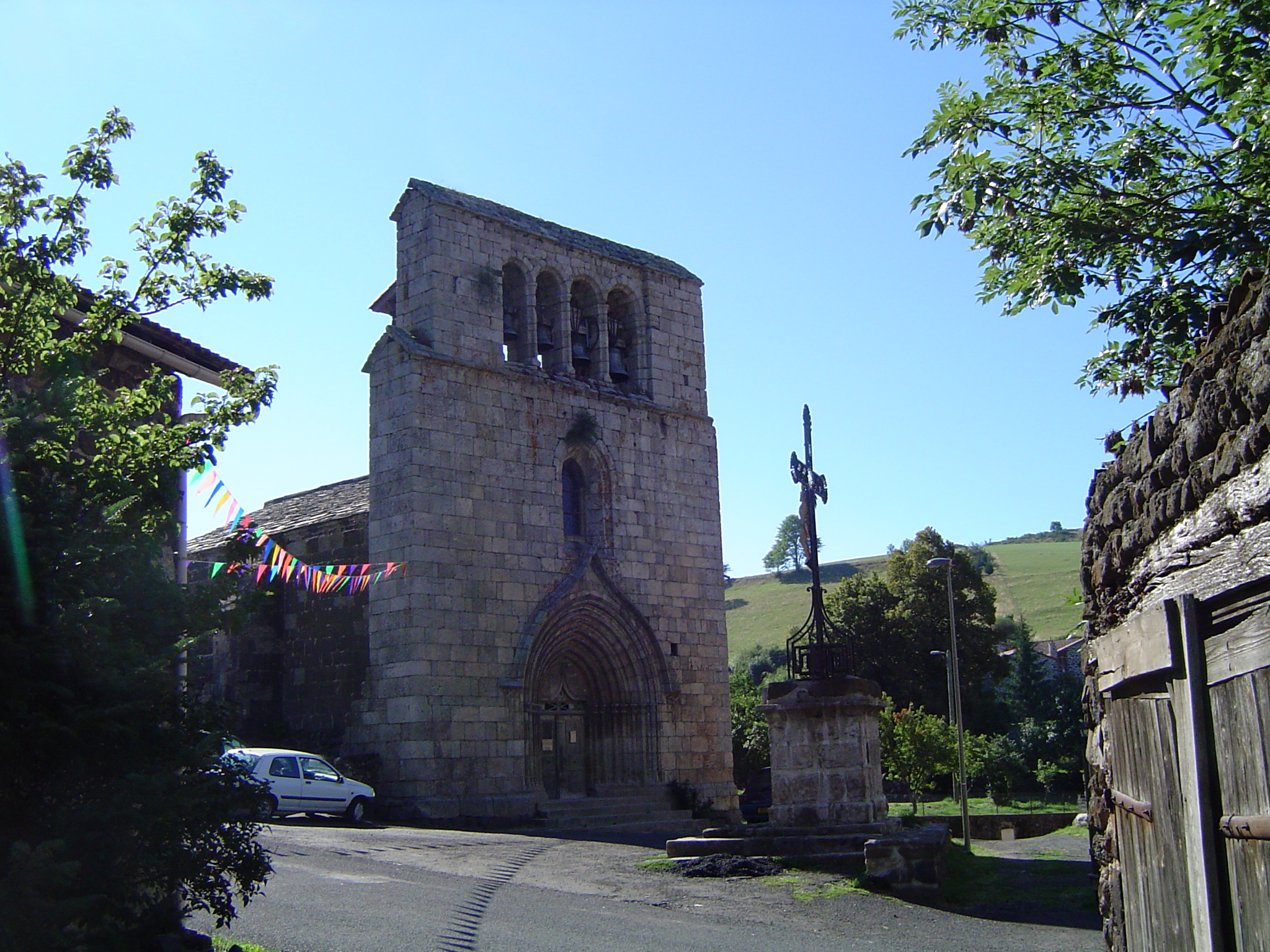
Kirche Mariä Geburt

- Kirche Mariä Geburt